# متلازمة كوشر ديبريه سيميالجين
متلازمة كوشر ديبريه سيميالجين، هي قصور في الغدة الدرقية أثناء مرحلة الرضاعة أو الطفولة وتتميز بتضخم العضلات بالأطراف السفلية أو تضخم عضلي عام وتتميز أيضاً بالوذمة المخاطية وقصر القامة والقماءة. بينما غياب التشنجات المؤلمة والوهن العضلي الكاذب هو ما يميز هذه المتلازمة عن نسختها التي تصيب البالغين وهي متلازمة هوفمان.
سميت المتلازمة باسم اميل ثيودور كوشر وروبورت ديبري وجورج سيميلين وتعرف أيضاً هذه المتلازمة بالمسميات التالية: متلازمة ديبري سيميلين - تضخم عضلي كريتيني - اعتلال عضلي بقصور الغدة الدرقية - متلازمة العضلات الكبيرة وقصور الغدة الدرقية - تضخم العضلات الناتج عن قصور الغدة الدرقية عند الأطفال - التضخم العضلي والوذمة المخاطية الطفلية - متلازمة الوذمة المخاطية والاعتلال العضلي- متلازمة التضخم العضلي والوذمة المخاطية - متلازمة حثل التأتر العضلي والوذمة المخاطية.
و تعطي متلازمة كوشر-ديبري-سيميلين الرضيع مظهر هرقل.

## الظهور
يختلف العمر الذي تظهر فيه متلازمة)كي دي اس اس) على الطفل فقد تصيب الأطفال منذ الولادة حتى عمر إحدى عشر سنة. هذا المرض نادر جداً حيث إن أقل من 10% من الأطفال المصابين باعتلال الغدة الدرقية قد يصابون بهذه الحالة، إلى جانب سمات قصور الغدة الدرقية فإن السمة الإضافية الرئيسية لمتلازمة (كي دي سي سي) هي تضخم العضلات، والذي يمكن أن يحدث في أي عضلة من عضلات الأطراف، ولكن يؤثر بشكل عام على العضلات العلوية مما يعطي المصاب مظهر هرقل. على الرغم من أن العضلة تبدو متضخمة إلا أنها ضعيفة وبالتالي فإن الإصابة هي تضخم زائف خاصة في عضلات الساق.
السمات الأخرى هي الوهن العضلي الكاذب وتقلص عضلي موجي ورد فعل لا إرادي بطيء للوتر وتباطؤ تقلصات العضلة واسترخاءها وتيبس العضلات وضعف واعتلال للعضلة العلوية ويتم تحديد شدة هذه الأعراض من خلال فترة قصور الغدة الدرقية ودرجات نقص هرمون الغدة الدرقية.
تخطيط كهربائية العضل (إي إم جي) إما أن يكون طبيعي أو يظهر اعتلال عضلي منخفض السعة وقدرة الوحدة الحركية القصيرة (إم يو أ پ إس). وعادةً ما تكون أنزيمات كرياتين كيناز مرتفعة.

## الفيزيولوجيا المرضية
السبب المفترض لتضخم العضلات في (كي دي سي سي) هي عملية أيض غير طبيعية للكربوهيدرات مما يؤدي إلى زيادة تراكم الجليكوجين وزيادة ترسب عديدات السكاريد المخاطية في العضلات. وهناك تخمينات أخرى أن زيادة الكالسيوم داخل الخلية بسبب عدم فعالية امتصاصه في الشبكة الهيولية العضلية، مما يؤدي إلى تقلص مستمر وبالتالي تضخم.
في حالة قصور الغدة الدرقية يتم تحويل الألياف العصبية سريعة الانقباض إلى ألياف بطيئة الانقباض، مما يتسبب في ردة فعل لاإرادية بطيئة أو تعليق في ردة الفعل اللاإرادية للعضلة، وقد يحدث هذا نتيجة لانخفاض قدرة العضلة على تأكسد الميتوكندريا ومستقبلات بيتا الأدرينالية، بالإضافة إلى تحسين حالة مقاومة الانسولين بسبب انخفاض هرمون الغدة الدرقية.
يقال إن أسباب ضعف العضلات هي انخفاض كارنتين العضلات، وانخفاض أكسدة العضلات وظهور لـ انزيم ادينوسين ثلاثي الفوسفات البطيء في سلسلة ميوسين والانخفاض في النقل عبر غشاء الخلية.
قد يكون سبب الصلابة المصاحبة لقصور الغدة الدرقية الخلقي هو التطور غير الطبيعي للعقد القاعدية.

## العلاج
تضخم العضلات والأعراض الأخرى يمكن علاجها باستخدام ليفوثيروكسين.